# Rosama sororella
Rosama sororella är en fjärilsart som beskrevs av Felix Bryk 1950. Rosama sororella ingår i släktet Rosama och familjen tandspinnare. Inga underarter finns listade.